# Щекавиця
Щекави́ця (також Скавика, Олегівка, Олегова Могила, Скавиця) — гора в Києві над Подолом, що має історичне значення.

## Розташування
Одразу за Подолом, огинаючи його з південного заходу, розміщувалися витягнуті в одну лінію чотири гори: південна — Замкова гора (Хоревиця, Киселівка, Фролівська гора), найближча до літописної «Гори» (пізніше дістала назву Старокиївської); далі, на північний захід, — Щекавиця, а за нею, найвіддаленіша від Дніпра, — Юрковиця (Йорданські висоти).
Між цими чотирма горами дослідники і розподілили «гради» трьох героїв літописної легенди. Звичайно, під час аналізу тих припущень, які висувалися у зв'язку з легендою про трьох братів, нам слід виходити з того, що двоє братів могли отримати свої імена від місцевих топонімічних назв, що вже існували. Втім Щекавиця так називалася ще в епоху Мономаха («идеже ныне зоветься Щековица»), так її йменували в XVIII столітті, так вона називається і в даний час.[джерело?]

## Історія

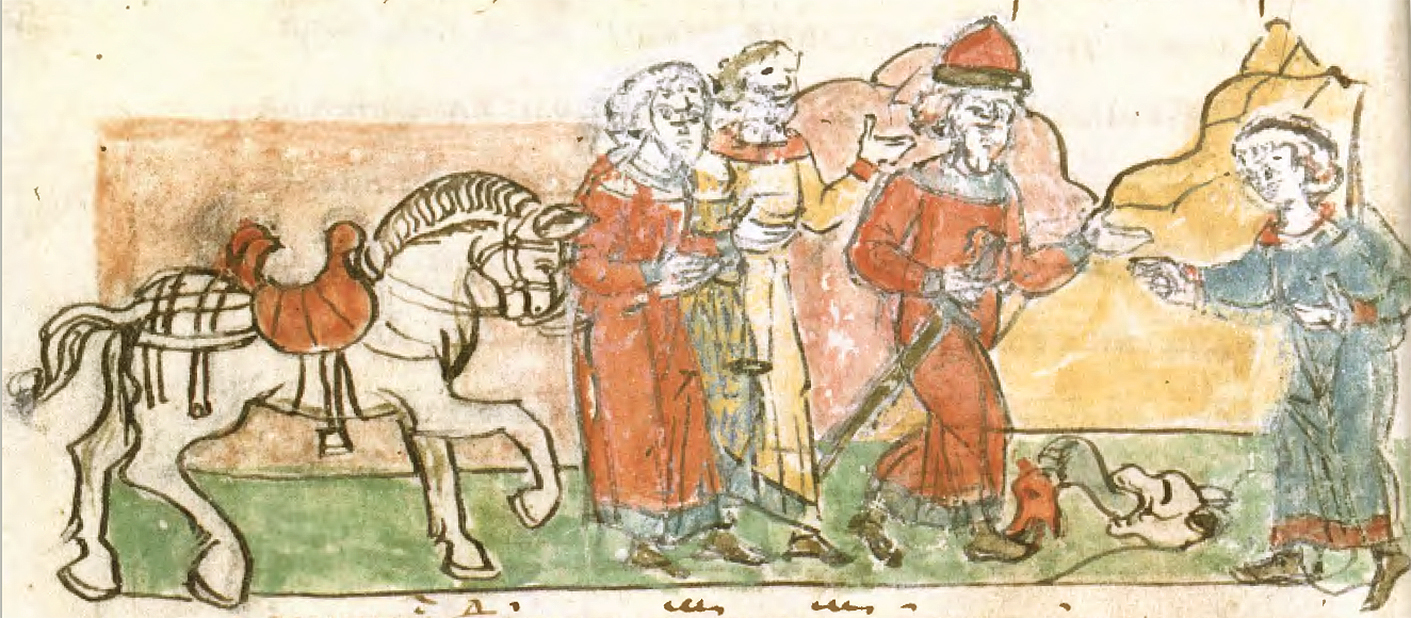
Олег біля кісток коня на Щекавиці. Мініатюра з Радзивіллівського літопису

За легендою — на горі мешкав однин з трьох братів-засновників Києва – Щек. Біля підніжжя гори розміщені слов'янські поховання передхристиянської доби VIII — IX століть.
За однією з версій, саме тут гадюка «вкусила» Віщого Олега. На самій горі, за легендами, і був похований Віщий Олег:
|  | І погребли його на горі, що зветься Щекавицею. Єсть же могила його й до сьогодні. Називається та могила Олеговою. (Повість временних літ) |

Літопис під 1151 роком згадує Щекавицю як фортецю при захисті Києва від зазіхань Юрія Долгорукого. Перед татаро-монгольською навалою Щекавиця являла собою заселену околицю стародавнього Києва. Після набігів із пожежами і руйнуваннями спорожнілу землю уподобали хлібороби: на пласкій вершині вирощували хліб, внизу були виноградники. До XV століття Щекавиця і прилеглі до неї пагорби були укріплені.
2 грудня 1581 київський воєвода Костянтин Острозький київській церкві Богородиці надав орне поле на горі Щекавиці 15 лютого 1619 король Сігізмунд III Ваза видав грамоту, якою надав гору міщанам Києва..
1658 року тут гетьман Війська Запорозького Іван Виговський оборонявся від військ московського боярина Василя Шереметьєва. У 1663 році Щекавицю взяли в облогу поляки, а в 1667–1678 роках — татари; однак фортеця вистояла і лишалася українською.
З кінця XVII сторіччя на Щекавиці проводили свої рекреації (або ж маївки) студенти Києво-Могилянській Академії, розташованої в пішій доступності від неї. Під час маївок влаштовували змагання та вистави — в 1705 році, скажімо, тут відбулася «прем'єра» трагикомедії Феофана Прокоповича «Володимир», вправлялися у складанні віршів, завдяки чому Щекавицю порівнювали з давньогрецьким Парнасом. Глядачами були не лише студенти й викладачі, а й пересічні кияни, для яких щорічні «походи» на Щекавицю швидко стали традиційною розвагою.
Маївки на Щекавиці влаштовували до кінця XVIII століття. Збереглася поема викладача Могилянки Гната Максимовича «Ода на перший день травня 1761 року», сповнена містичної суміші надій на відродження Гетьманщини за правління Кирила Розумовського з передчуттями занепаду краю вже в найближчому майбутньому.
Близько 1772 року Щекавицю перетворено на кладовище, після епідемії чуми 1770 р. Тоді померло близько 6 тисяч людей із усього 20-тисячного населення міста. Братські могили, засипані вапном, і зараз знаходяться в її схилах. Там збудовано Церкву Всіх Святих (1782) та кам'яну дзвіницю (1809). На кладовищі поховані Артем Ведель, Андрій Меленський, Володимир Іконников та ін.

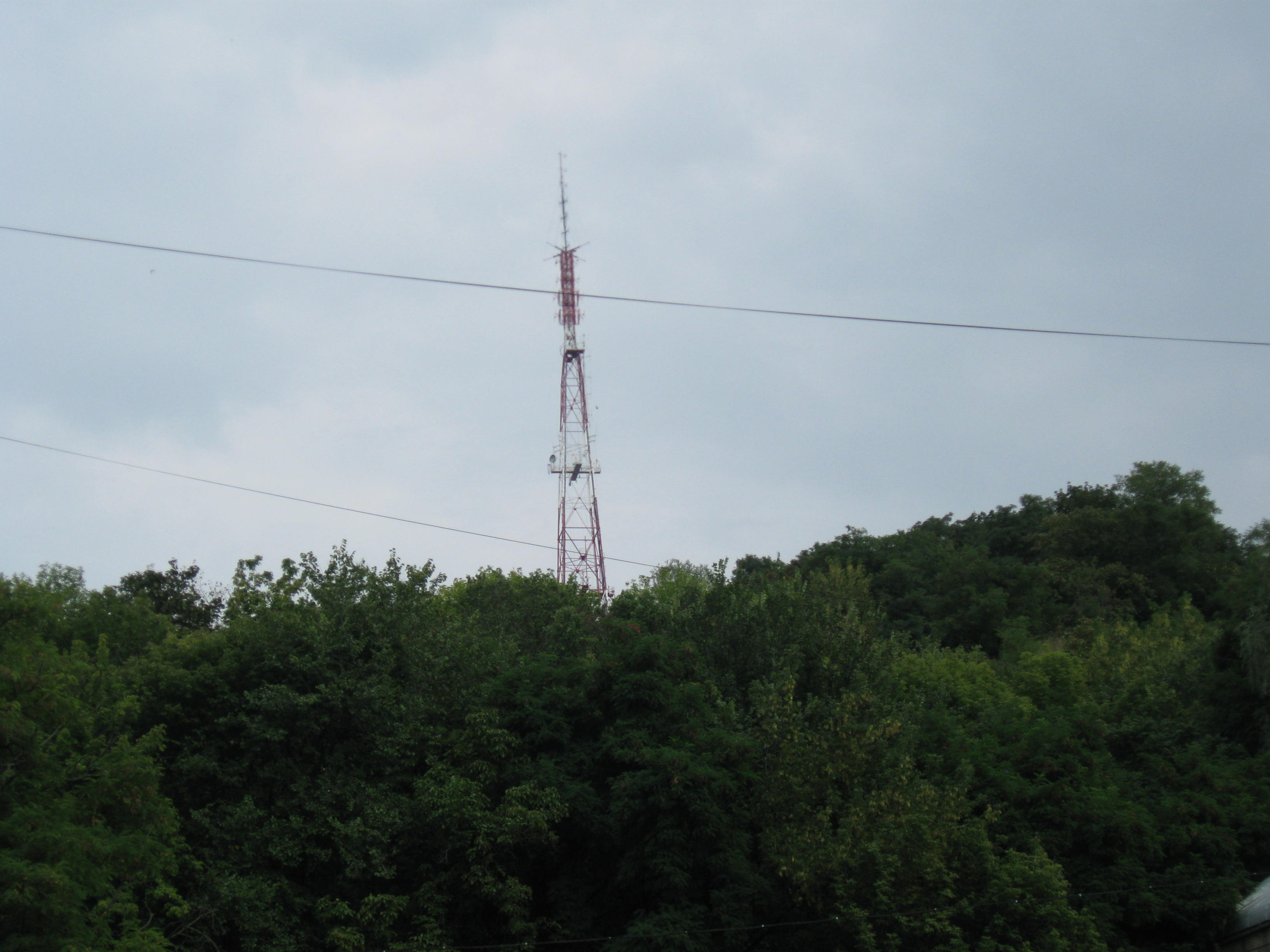
Радіовежа на горі Щекавиці. Вигляд з боку Олегівської вулиці

До гори веде вулиця, яка з 1869 року, зветься Олегівською. Ще в XIX столітті дослідник української старовини Михайло Максимович писав, що в 1856 році старожили показували йому ту могилу. Старі кияни знали її місце ще й на початку XX століття.
1 квітня 2011 року гору почали руйнувати.
24 вересня 2020 року, рішенням Київради, був створений ландшафтний заказник «Гора Щекавиця». Охоронну зону заказника було встановлено між вулицями Олегівською, Лук'янівською, Нижньоюрківською, Кирилівською та Нижнім Валом.